# زواج المثليين في زاكاتيكاس
زواج المثليين غير قانوني في الولاية المكسيكية زاكاتيكاس. وتصدر ثلاث بلديات تراخيص زواج المثليين، بينما لا تصدر معظمها رخص زواج المثليين. فشل مشروع قانون يسعى إلى تقنين زواج المثليين على مستوى الولاية في كونغرس زاكاتيكاس في 14 أغسطس 2019.

## تاريخ

### الاتحاد المدني
تم تقديم اقتراح بالاتحادات المدنية إلى كونغرس زاكاتيكاس في 30 يونيو 2011، ولكن تم إيقافه في لجنة الأمن العام. وقال الراعي الرئيسي لمشروع القانون في عام 2013 أنه لم يتم تحديد الأولويات. وجمع الاقتراح فقط دعم أحد النواب عن الحزب الثوري المؤسساتي، وبعض المستقلين وبعض النواب عن حزب الثورة الديمقراطية، بينما تم رفضه من قبل حزب العمل الوطني. تمت مناقشته مرة أخرى في مارس 2014، لكن الأغلبية لم توافق على الاقتراح.

### زواج المثليين
كرد فعل على قرار محكمة العدل العليا في الأمة لعام 2015 الصادر بشأن زواج المثليين (والذي قضت فيه بأن حظر زواج المثليين غير دستوري)، أعلنت عضو في حزب الثورة الديمقراطية في 18 يونيو 2015 أنها ستقدم مشروع قانون إلى إصلاح القوانين المدنية والعائلية للولاية لمنح الأزواج المثليين نفس الحقوق التي يتمتع بها الأزواج المغايرون. أعلنت متحدثة باسم حزب العمل الوطني على الفور عن معارضة الحزب لذلك، مدعية أن المحكمة العليا أخطأت في قرارها. كان مشروع القانون لا يزال معلقًا في لجنة المساواة بين الجنسين في الكونغرس بحلول نوفمبر 2017.
أسفرت انتخابات يوليو 2018 عن فوز حركة التجديد الوطنية، وهو حزب مؤيد لزواج المثليين، بأغلبية المقاعد التشريعية في كونغرس زاكاتيكاس. في أواخر فبراير 2019، رعت نائبة حركة التجديد الوطنية مشروع قانون جديد لزواج المثليين، والذي كانت تأمل أن توافق عليه غالبية الكونغرس. بالإضافة إلى ذلك، وصفت التعريف الحالي للزواج بأنه انتهاك لدساتير كل من المكسيك وزاكاتيكاس. كما دعا المجلس الوطني لمنع التمييز الولاية إلى تشريع زواج المثليين. في 14 أغسطس 2019، رفض كونغرس الولاية مشروع قانون تقنين زواج المثليين، في تصويت 11 صوتًا لصالح مقابل 13 صوتًا ضد مع امتناع عضوين عن التصويت.
في 14 فبراير 2019، أعلنت مدينة زاكاتيكاس عاصمة الولاية أنها ستبدأ في إصدار شهادات زواج المثليين. جادل الحاكم أليخاندرو تيلو كريسيرنا أن حاللت الزواج لم تكن صالحة وعبر عن معارضته الشخصية لزواج المثليين، مشيرًا إلى أن السلطات يجب أن تكون «حريصة في التعامل مع هذا الموضوع». انضم إليه الأسقف سيغيفريدو نورييغا في معارضته، الذي اعتبر أنه من الضروري إيجاد تدبير بديل لحماية الأزواج المثليين دون «تدمير الزواج». على الرغم من ذلك، تزوج أول زوجين في 23 فبراير. بحلول 27 فبراير، تزوج زوجان آخران، وقدم خمسة أزواج مثليين آخرين طلبات زواج. تبعتها بلدية كواتيموك في تشريع زواج المثليين في 1 مارس، وبلدية فيلانويفا يوم 20 مايو 2019.

### الأوامر القضائية
سُمح لعدد من الأزواج المثليين بالزواج القانوني في الحالات الفردية، من خلال عملية تسمى بالأمر القضائي (بالإسبانية: recurso de amparo)‏.
تمت الموافقة على الأمر القضائي الأول والذي قدم من قبل زوجين مثليين في الولاية في مايو 2016. في 3 أبريل عام 2017، حصلت زوجتان مثليتان منبلدية فريسنيلو على أمر قضائي وتم السماح لهما بالزواج، في حين منح زوجان مثليان من الرجال آخران من نفس المدينة أمرا قضائيا بعد بضعة أشهر. تزوجا في أكتوبر 2017، في حفل خاص محاطين بالعائلة والأصدقاء.
بحلول يناير 2019، تزوج ثلاثة من الأزواج المثليين من خلال أمر قضائي في بلدية زاكاتيكاس.

## الرأي العام
وجد استطلاع للرأي عام 2017 أجرته مؤسسة مجلس الاتصالات الاستراتيجية أن 46% من سكان زاكاتيكاس يؤيدون زواج المثليين. كان 49% يعارضون ذلك.
وفقًا لمسح أجرته في عام 2018 أجراه المعهد الوطني للإحصاء والجغرافيا، عارض 37% من سكان زاكاتيكاس زواج المثليين.